# Elfenbensvanda
Elfenbensvanda (Vanda denisoniana) är en orkidéart som beskrevs av Benson och Heinrich Gustav Reichenbach. Vanda denisoniana ingår i släktet Vanda och familjen orkidéer. Inga underarter finns listade i Catalogue of Life.

## Bildgalleri

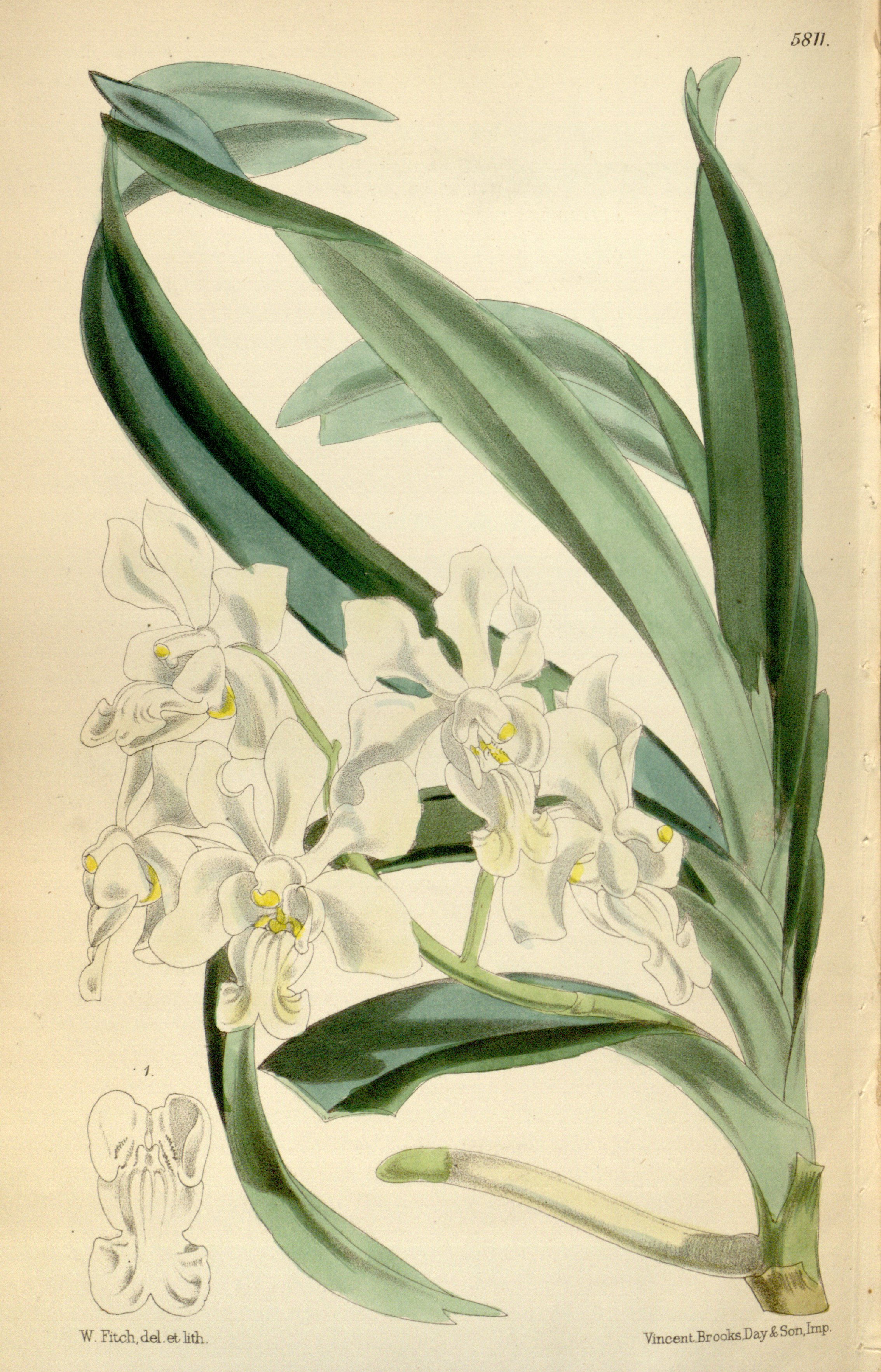
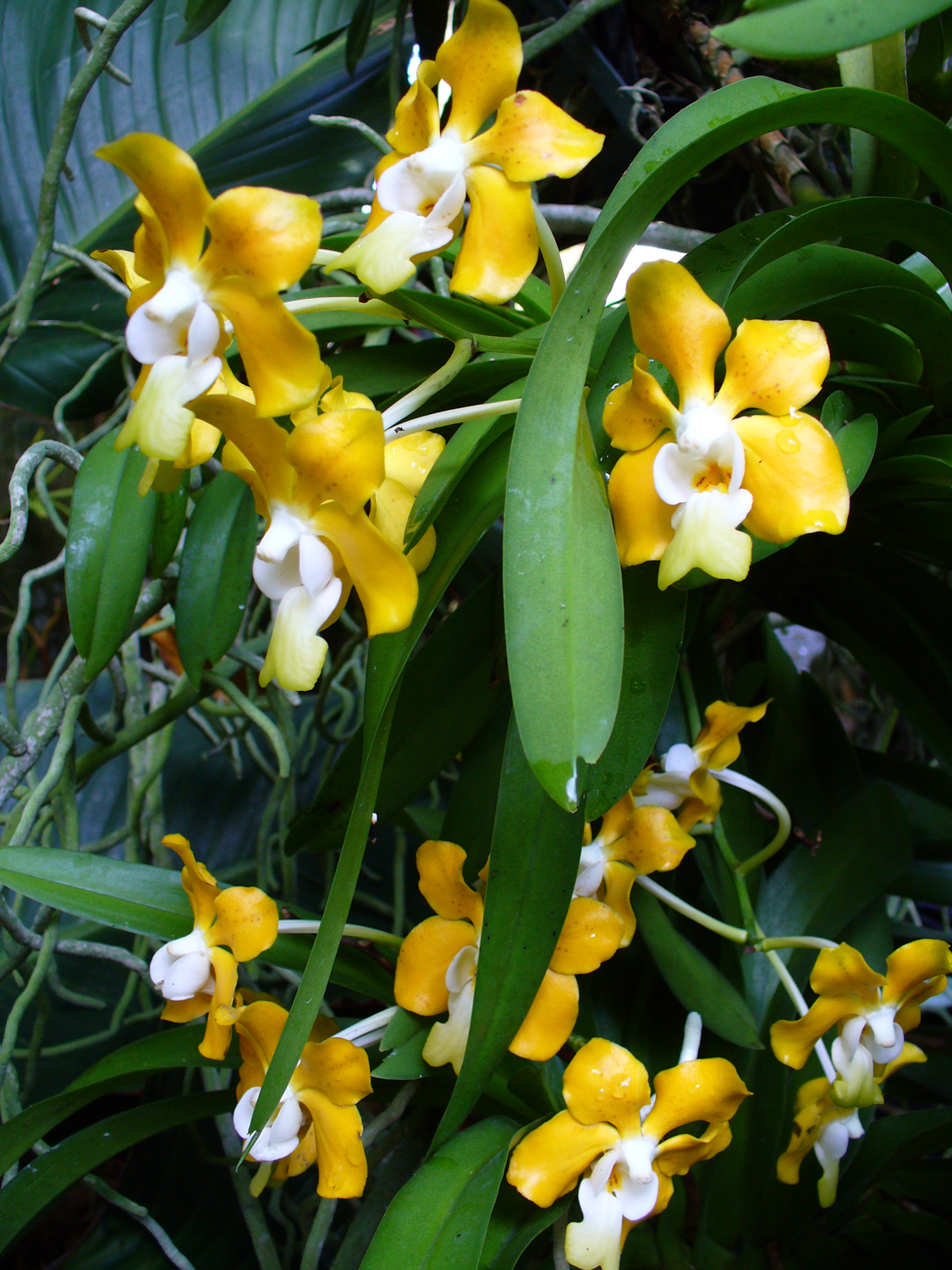
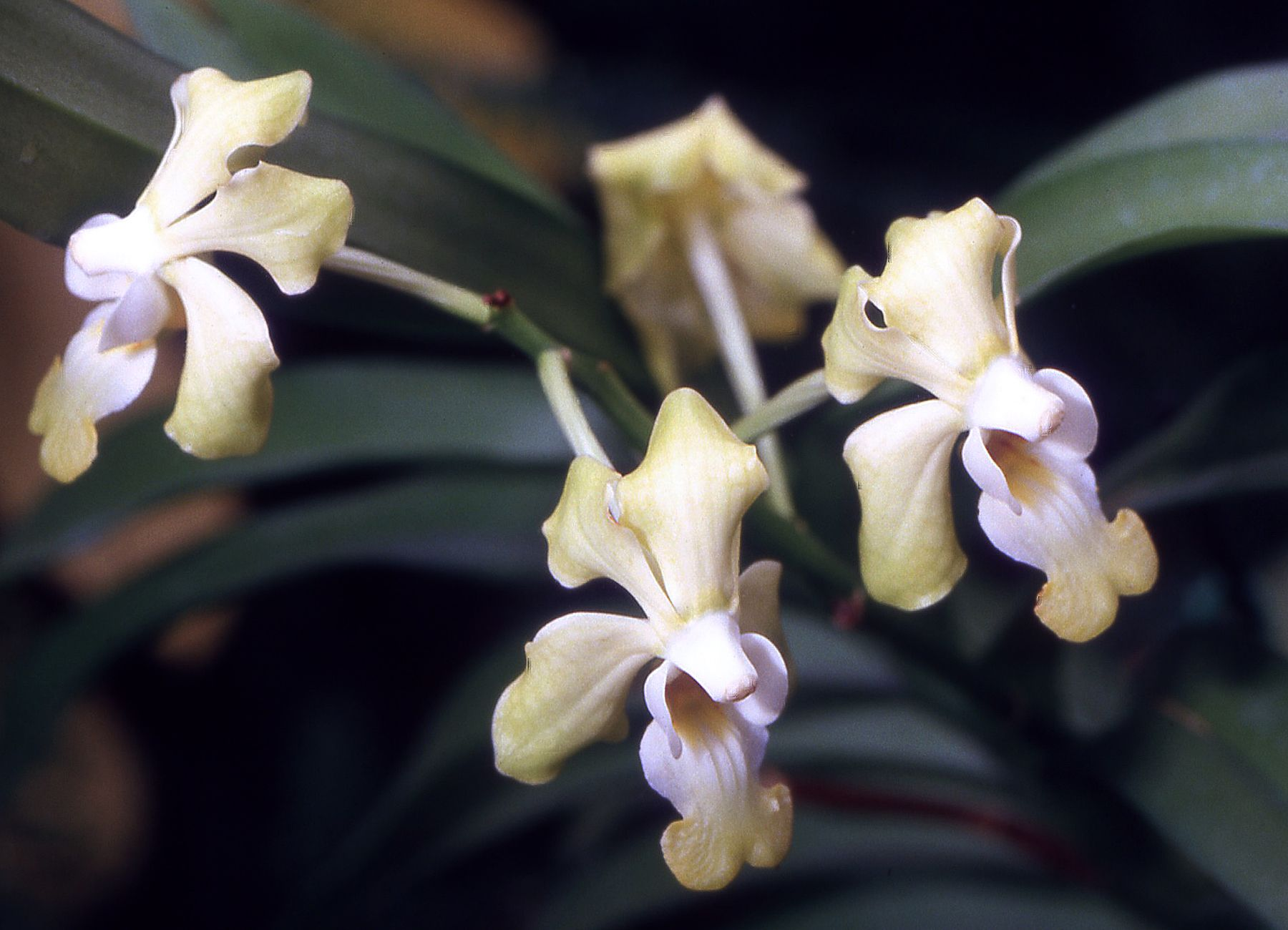
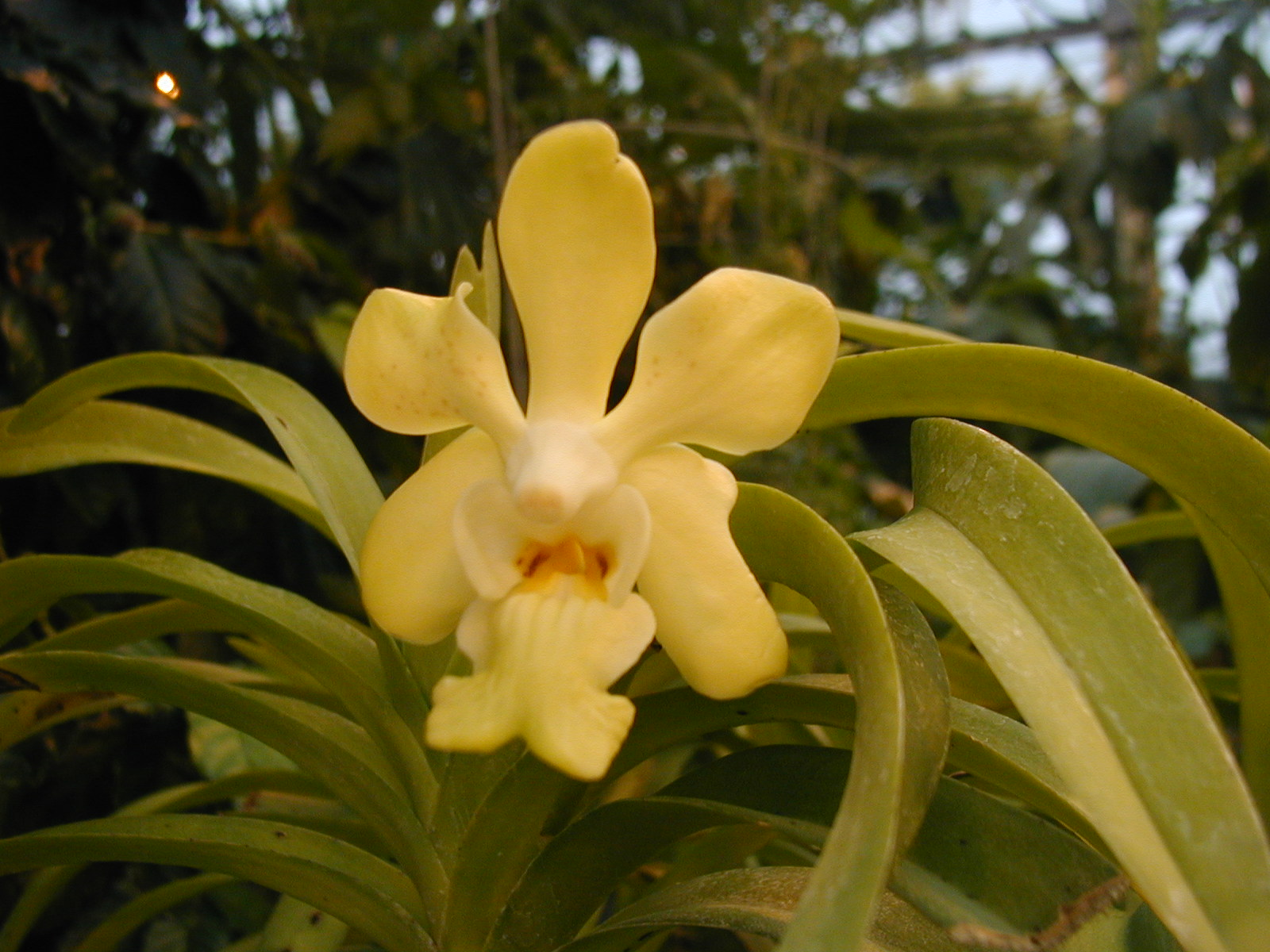